# Авила
А́вила (исп. Ávila) — город в Испании, административный центр  одноимённой провинции. Находится на правом берегу реки Адаха, притока Дуэро. Город расположен в 110 км на северо-запад от Мадрида у подножья Центральной Кордильеры на высоте 1128 м над уровнем моря, является самой высоко расположенной среди столиц испанских провинций. Вместе с Толедо и Сеговией Авила — известный исторический город в окрестностях испанской столицы.

## История
Поселение, как считается, основано племенем веттонов. Римляне укрепили поселение, и в настоящее время следы римской эпохи сохраняются в окружённой стенами части города. Вестготы (V—VIII века) и арабы (VIII — середина XI века) практически не оставили следов своего пребывания.
В эпоху Реконкисты Авила долгое время находилась «на линии фронта», подвергаясь набегам как христиан, так и мавров (которые стремились обеспечить свою безопасность широкой полосой выжженной земли, в которую входила и Авила). После XI века город окончательно переходит в руки христиан, окруживших его внушительной стеной. Здесь в последний день четвёртого месяца 1295 года еврейские адепты Авраама Авилы, после его общения с ангелом, продиктовавшим ему «Чудеса мудрости» (евр. «Pelioth ha-Chakma»), ждали начала мессианских чудес.
Благодаря тому, что королевский двор средневековой Кастилии часто переезжал с места на место, Авила также иногда служила местом его пребывания. В 1465 году кастильские магнаты надругались в Авиле над чучелом короля Энрике IV.
Авила — центр католической мистики. Всемирной известностью пользуется святая Тереза Авильская, большая часть мощей которой рассеяна по храмам и монастырям города.

## Климат
| Показатель                    | Янв. | Фев. | Март | Апр. | Май  | Июнь | Июль | Авг. | Сен. | Окт. | Нояб. | Дек. | Год  |
| ----------------------------- | ---- | ---- | ---- | ---- | ---- | ---- | ---- | ---- | ---- | ---- | ----- | ---- | ---- |
| Средний суточный максимум, °C | 7,0  | 8,7  | 11,4 | 12,8 | 16,9 | 22,6 | 27,2 | 26,8 | 22,6 | 16,0 | 10,8  | 8,0  | 15,9 |
| Средняя температура, °C       | 2,8  | 4,1  | 5,9  | 7,5  | 11,4 | 16,0 | 19,7 | 19,5 | 16,1 | 10,8 | 6,2   | 4,0  | 10,4 |
| Средний суточный минимум, °C  | −1,5 | −0,5 | 0,5  | 2,3  | 5,8  | 9,4  | 12,2 | 12,1 | 9,5  | 5,6  | 1,6   | −0,1 | 4,8  |
| Норма осадков, мм             | 32   | 22   | 23   | 42   | 50   | 37   | 16   | 19   | 29   | 40   | 43    | 44   | 400  |
| Источник: AEMeT               |      |      |      |      |      |      |      |      |      |      |       |      |      |

## Население
58,4 тыс. человек в 2015 г. Имеет тенденцию к сокращению, характерную для всего региона.

## Экономика
В Авиле действуют предприятия пищевой, металлообрабатывающей промышленности, машиностроения (завод по производству малотоннажных грузовиков Nissan, расположенный в индустриальной зоне Las Hervencias в северной части города).

## Социальная сфера
В Авиле — ряд спортивных сооружений, в том числе открытая в 1976 году арена Estadio Municipal Adolfo Suárez, спортивные залы Polideportivo Carlos Sastre и San Antonio, теннисные корты, бассейны, площадки для занятий баскетболом и сквошем. Авила — один из пунктов прохождения велогонки «Вуэльта».
Профессиональные учебные заведения представлены Католическим университетом св. Терезы Авильской; политехническим, образовательным и туристическим колледжами университета Саламанки; полицейской академией.

## Достопримечательности
Исторический центр Авилы представляет собой территорию прямоугольной формы, опоясанную крепостными стенами длиной 2516 м.
- Крепостная стена Авилы возведена в XI—XIV веках на месте римских и арабских укреплений Раймундом Бургундским, зятем Альфонсо VI. Старый город с крепостной стеной фактически является городом-крепостью и аналогичен российским кремлям. Стена насчитывает 88 башен и 9 ворот. Стены, камень для постройки которых был взят из более ранних сооружений, имеют среднюю толщину 3 м. Проездные арки старейших ворот, Сан-Висенте (исп. Puerta de San Vicente) и Алькасар (исп. Puerta del Alcázar), фланкированы парными двадцатиметровыми башнями. Средневековые укрепления Авилы являются наиболее сохранившимися во всей Испании. С 1985 года исторический центр Авилы включён в Список Всемирного наследия ЮНЕСКО[9].
- Авильский собор, построенный в расчёте на оборону, больше похож на крепость. Его колокольня выполняла оборонительные функции и включена в линию крепостных стен. Трёхнефное здание собора, построенное в 1170—1211 годах и перестраивавшееся в XIII—XVI веках, является примером перехода от романского стиля к готике[3]. Знамениты изображения чудовищ на стенах храма, деревянная резьба ренессансного хора и гробница епископа А. де Мадригала. В соборном музее хранятся работы Эль Греко.
- церковь Сан-Хуан-Баутиста с купелью, в которой крестили св. Терезу
- монастырь Энкарнасьон, в котором св. Тереса Авильская прожила 27 лет
- монастырь Санта-Тереса, основанный в 1636 году и представляющий прекрасный образец стиля эрререско
- семь церквей за пределами крепостных стен, сохранившие черты романского стиля (Сан-Сегундо, Сан-Андрес, Сан-Висенте, Сан-Педро, Сан-Николас, Сан-Мартин, Санта-Мария-де-ла-Кабеза)[9]; церковь Сан-Висенте, где находится гробница святого Викентия XII века, — первая в Испании, где были применены нервюрные своды
- ряд укреплённых дворцов знати XV—XVI веков

## Известные люди
В городе родились:
- Тереза Авильская — монахиня, католическая святая.
- Хиль Гонса́лес де А́вила — испанский историк.
- Санчо д’Авила — полководец.
- Томас Луис де Виктория — композитор.
- Адольфо Суарес — политик 1980-х годов.

## Ссылки

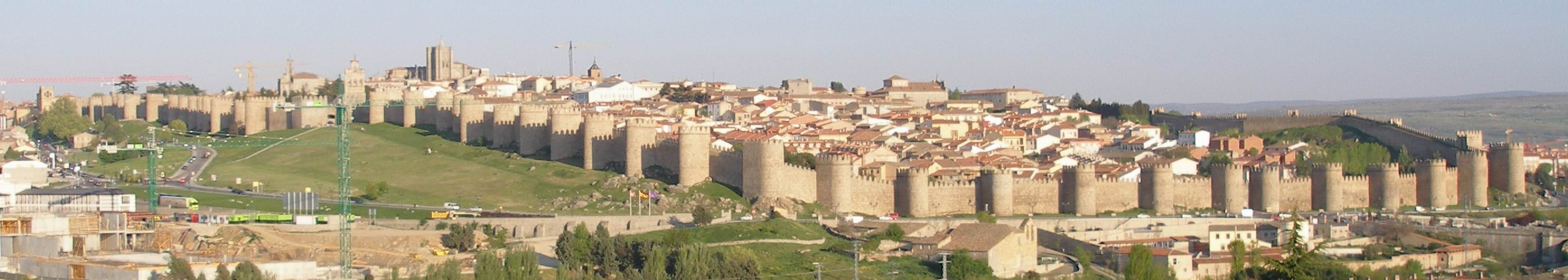
Вид на крепостную стену Авилы